# 제43회 미국 감독 조합상
제43회 미국 감독 조합상은 1990년 뛰어난 활동을 보인 영화 감독을 기리기 위해 1991년 3월에 열린 시상식이다. 뉴욕, Beverly Hilton Hotel에서 개최되었다.

## 수상 및 후보

### 감독상(영화부문)
- 늑대와 춤을 - 케빈 코스트너 수상

### 감독상(다큐멘터리부문)
- Elena Mannes 수상

### 감독상(광고부문)
- James Gartner 수상

### 명예상
- 길버트 케이츠 수상

### 로버트 B. 알드리치 상
- 래리 오어바치 수상
- Milt Felsen 수상

### 프랑크 카프라 상
- 하워드 W. 코치 수상

### 프랭크린 J. 샤프너 상
- Chester O'Brien 수상
- Mortimer O'Brien 수상

### 프레스톤 스터지스 상
- 빌리 와일더 수상